# Willie Bryant

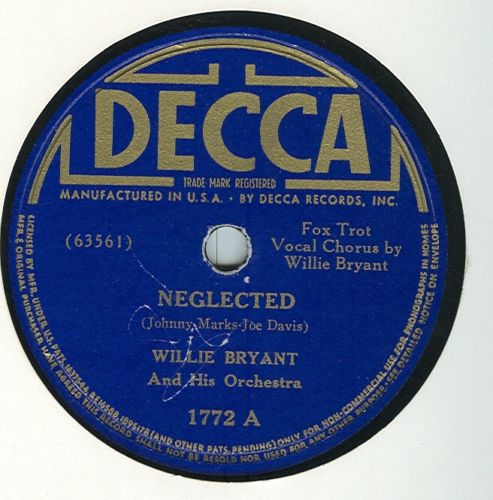
78 toerenplaat van Willie Bryant op Decca, "Neglected" uit 1938

William Steven (Willie) Bryant (New Orleans, 30 augustus 1908 - Los Angeles, 9 februari 1964) was een Amerikaanse bigband-leider, jazzzanger, componist en diskjockey.
Bryant groeide op in Chicago, waar hij enige tijd trompet-lessen had. In de tweede helft van de jaren twintig werkte hij als zanger en danser in vaudeville-shows en in 1934 trad hij op in de Chocolate Revue met Bessie Smith. In datzelfde jaar vormde hij een bigband, waarmee hij onder andere in de Savoy Ballroom in Harlem optrad en tot 1938 opnames maakte voor Victor en, later, Decca. Hij scoorde twee hits, Moonrise on the Lowlands en Is It True What They Say About Dixie. In zijn groep speelden onder meer Teddy Wilson, Cozy Cole, Ben Webster, Benny Carter, Johnny Russell, Taft Jordan en Robert Horton. Op veel van de opgenomen songs zingt de bandleider zelf, vaak zijn het humoristische teksten ("I Like Babanas (Because They Have No Bones"). Door economische omstandigheden moest hij zijn band rond 1938 opdoeken, waarna hij actief was als zanger en diskjockey. In de periode 1945-1949 maakte hij vroege rhythm & blues-opnames met een nieuwe bigband, onder meer met Billy Taylor. In september/oktober 1949 presenteerde hij de wekelijkse 'zwarte' show Uptown Jubilee op CBS-televisie. Hierna werkte Bryant in het Apollo Theater als emcee. Zijn laatste jaren woonde hij in Los Angeles, waar hij overleed aan de gevolgen van een hartinfarct.
Zijn dochter Marie Bryant was ook in de showbusiness actief, als jazzzangeres en danseres.

## Discografie
- Willie Bryant 1935-1936, Classics, 1996
- Willie Bryant and His Orchestra (opnames 1935-1936, Jazz Archives, 1996
- Blues Around the Clock, Dellmark, 1996

- Bibliothèque nationale de France: cb13891943t (data)
- International Standard Name Identifier: 0000 0000 5338 3448
- Library of Congress Control Number: no98023751
- MusicBrainz: 01170d85-09ea-4323-89b1-8f89d6e27631
- Nationale Bibliotheek van Israël: 987007349405505171
- Nederlandse Thesaurus van Auteursnamen: 108726673
- Système universitaire de documentation: 189774592
- Virtual International Authority File: 66651183
- WorldCat: E39PBJtxdwYWpHCqrmY4xj9CcP